# Windows 9x
Windows 9x is een reeks besturingssystemen van Microsoft in de Microsoft Windows-familie. De naam beslaat de versies van Windows die gebaseerd zijn op Windows 95. Dit omvat alle versies van Windows 95, Windows 98 en Windows Me.

## Geschiedenis
De eerste release in de Windows 9x-reeks was in 1995, toen kwam Windows 95 uit. Windows 95 droeg als versienummer 4.x, terwijl zijn voorgangers, MS-DOS-gebaseerd, versienummer 3.2 en lager gebruikten. De Windows NT-kernel werd later ontwikkeld om nieuwe mogelijkheden te creëren. Windows Me, met versienummer 4.1, werd opgevolgd door Windows XP. XP had versienummer NT 5.1. Voor Windows Me kwam ook nog Windows 2000 uit, dit was versie NT 5.0.
In 1998 volgde de 2de release in de Windows 9x-serie. Windows 98 beschikte over versienummer 4.1 en werd ontwikkeld op basis van MS-DOS 7.1. Windows 98 werd ondersteund tot 2006. Windows 98 zou aanvankelijk worden opgevolgd door Windows 99. Deze versie werd uiteindelijk vernoemd naar Windows 98 SE, waarbij SE staat voor Second Edition. Hoewel Windows 98 werd opgevolgd door Windows 2000 en deze niet meer bij de Windows 9x-reeks hoort, is 98 toch niet de laatste versie binnen deze reeks.
Windows Me is de laatste versie van Windows in de Windows 9x-reeks. Het werd opgevolgd door Windows XP en voorgegaan door Windows 2000. Als er enkel naar de Windows 9x-reeks wordt gekeken, werd hij voorgegaan door Windows 98. Opvallend is dat zijn versienummer lager ligt dat dat van zijn voorganger.

## Kenmerken
De familie wordt gekenmerkt door een hybride 32 en 16 bits-kernel, hetgeen weliswaar voor compatibiliteit met oudere software zorgde, maar die toch limieten op geheugengebruik stelde en qua stabiliteit ook te wensen over liet.